# Piśin
Piśin – miasto w Pakistanie, w prowincji Beludżystan. W 2017 roku liczyło 35 577 mieszkańców.